# Špageti kod
Špageti kod je izraz koji se koristi za opisivanje izvornog koda koji ima složene i zapetljane kontrolne strukture, posebno ako se koriste mnoge naredbe GOTO ili nestrukturni skokovi unutar izvornog koda. Tok programa u špageti kodu zbog mnogo nestrukturnih skokova izgleda kao špageti; beskonačno dugo, izvijeno i višestruko zapetljano. 

## Usporedi
- softverska entropija
- softverska krtost
- trunjenje bitova
- kodni smrad
- bug (softver)
- softversko trunjenje
- sustav dimnjačne cijevi

## Vanjske poveznice
- Go To Statement Considered Harmful. The classic repudiation of spaghetti code by Edsger Dijkstra.
- Članak R. Lawrencea Clarka u DAMATIONU: We don't know where to GOTO if we don't know where we've COME FROM, prosinac, 1973.  Arhivirana inačica izvorne stranice od 16. srpnja 2018. (Wayback Machine)
- Refactoring Java spaghetti code into Java bento code separating out a bowl full of code from one class into seven classes
- Brian Rinaldi: Objects and Frameworks - Taking a Step Back  Arhivirana inačica izvorne stranice od 24. srpnja 2008. (Wayback Machine)